# Resound the Horn
Resound the Horn è il secondo album della band italiana DoomSword, uscito il 24 giugno 2002 per la Dragonheart Records.

## Il disco
Il disco è stato registrato con tre nuovi membri, rinnovando completamente la componente chitarristica e vocale. A differenza dell'esordio, in cui aveva partecipato sia come chitarrista che come cantante in alcuni brani, Deathmaster si occupa solo della parte vocale, mentre le chitarre vengono affidate a Gianluca Ferro (già presente con due assoli sul disco precedente) e a The Forger per la sessione ritmica. Altro nuovo membro è Grom che sostituisce alla batteria Guardian Angel, il quale aveva preso alla registrazione dell'album omonimo anche come chitarrista. Nonostante ciò le sonorità rimangono pressoché inalterate, le canzoni seguono gli stilemi di gruppi come Candlemass e Manowar (primo periodo), ma la presenza di un unico cantante conferisce una maggiore identità alla band. La voce evocativa di Deathmaster aumenta ulteriormente il tono epico delle composizioni, ricordando le atmosfere presenti su Hammerheart dei Bathory. La copertina è un dipinto del pittore norvegese Peter Nicolai Arbo.

## Tracce
Testi di Doomsword, musiche di Deathmaster e The Forger eccetto dove indicato.
1. Shores of Vinland – 7:44
2. Onward Into Battle – 7:42 (testo: Deathmaster)
3. The DoomSword – 7:48
4. MCXIX – 5:21
5. For Those Who Died With Sword in Hand – 7:28 (testo: Deathmaster)
6. The Youth of Finn MacCool – 5:39
7. Resound the Horn: Odin's Hail – 8:29 (Deathmaster)

## Formazione
- Deathmaster - voce
- The Forger - chitarra
- Guardian Angel II - chitarra
- Dark Omen - basso
- Grom - batteria